# Gudgaldinni, Sindhnur
Gudgaldinni là một làng thuộc tehsil Sindhnur, huyện Raichur, bang Karnataka, Ấn Độ.